# Bâtiment du mess des officiers à Niš
Le bâtiment du mess des officiers à Niš (en serbe cyrillique : Зграда Официрског дома у Нишу ; en serbe latin : Zgrada Oficirskog doma u Nišu) se trouve à Niš, dans la municipalité de Medijana et dans le district de Nišava, en Serbie. Il est inscrit sur la liste des monuments culturels de grande importance de la république de Serbie (identifiant no SK 304),,,.

## Présentation

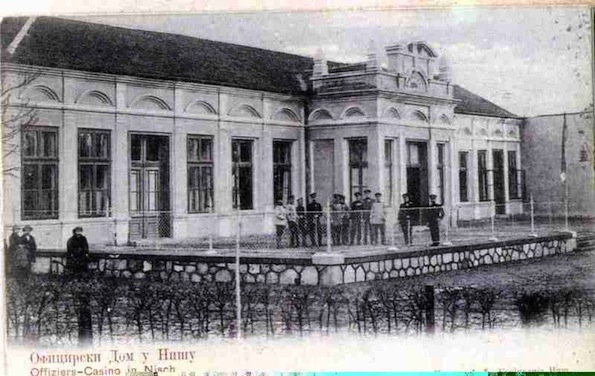
Vue de l'ancienne kafana Bulevar.

Le bâtiment, situé 28a rue Orlovića Pavla, près du « parc du 7 juillet », a été construit en 1898 selon un projet de l'architecte Ivan Kozlić (1839-1903) pour abriter la kafana Bulevar,. À la fin du XIXe siècle, cette kafana a été le centre de la vie sociale et culturelle de Niš et, pour un temps, elle a servi de salle pour le Théâtre Sinđelić et pour d'autres troupes itinérantes,. En 1903, la kafana a été rachetée par l'armée serbe et, jusqu'en 1941, le bâtiment a abrité la Maison des Officiers puis le mess des officiers ; puis, à partir de 1970 il a accueilli la Maison de la jeunesse,. Après sa rénovation de 2015, il est devenu un centre culturel ; ce centre a été inauguré en avril 2016 avec une exposition de dessins de Henri Matisse.
Par son style, le bâtiment relève de l'architecture éclectique,. Constitué d'un simple rez-de-chaussée,, il est composé d'une grande avancée centrale et de deux ailes disposées symétriquement par rapport à cette avancée. Les façades sont décorées de manières très simple, avec des piastres cannelés peu profonds et des tympans demi-circulaires au-dessus des fenêtres,.
Le bâtiment de la Maison des officiers revêt une valeur historique exceptionnelle, en tant que centre de la vie politique et parlementaire en Serbie au début de la Première Guerre mondiale, ; le 7 décembre 1914, l'Assemblée nationale de Serbie y a voté la déclaration de Niš et, le 6 mai 1915, le Congrès yougoslave des socialistes (en serbe : Jugoslovenski kongres socijalista), présidé par l'écrivain Ivo Ćipiko, y a adopté la résolution de Niš qui a jeté les bases de l'unification et de la création d'un État commun des Serbes, Croates et Slovènes,,. Du 27 juillet au 15 octobre 1915, l'Assemblée de guerre de Serbie a siégé en permanence dans la Maison des officiers de Niš.
Pour commémorer ces événements de 1914 et 1915, deux plaques sont apposées sur le bâtiment, œuvres du sculpteur belgradois Ljubiša Mačić ; elles ont été dévoilées le 6 mai 1986 ; sur l'une de ces plaques, on peut lire : « À Niš, capitale de guerre de la Serbie, l'Assemblée nationale s'est réunie dans ce bâtiment en décembre 1914. Elle a publié la « Déclaration de Niš » avec ses idées sur les objectifs de la lutte pour la libération et l'unification de nos peuples » : la seconde porte l'inscription suivante : « Un congrès yougoslave s'est tenu ici le 6 mai 1915, contre les décisions du pacte de Londres, par lequel la Dalmatie était cédée à l'Italie ».